# ساندوپینگ
ساندوپینگ (به لاتین: Sandouping) یک شهرک در جمهوری خلق چین است که در ناحیه ییلینگ واقع شده‌است. ساندوپینگ ۱۷۸ کیلومتر مربع مساحت و ۳۵٬۰۲۰ نفر جمعیت دارد و ۴۸۰ متر بالاتر از سطح دریا واقع شده‌است.